# Hongarije op de Olympische Winterspelen 1988
Tijdens de Olympische Winterspelen van 1988, die in Calgary (Canada) werden gehouden, nam Hongarije voor de vijftiende keer deel.

## Deelnemers en resultaten

### Biatlon
| Olympiër     | Discipline | Resultaat | Prestatie                                    |
| ------------ | ---------- | --------- | -------------------------------------------- |
| Zsolt Kovács | 10 km (m)  | 48e       | 28.13,9 (+3.05,8) pen.: 0 (0 + 0)            |
| Zsolt Kovács | 20 km (m)  | 54e       | 1:06.15,2 (+10.41,9) pen.: 4 (1 + 2 + 0 + 1) |

### Kunstrijden
| Olympiër               | Discipline | Resultaat | Prestatie                                                        |
| ---------------------- | ---------- | --------- | ---------------------------------------------------------------- |
| Tamara Téglássy        | vrouwen    | 19e       | 35,2 punten (verpl. figuren: 19 - korte kür: 22 - lange kür: 15) |
| Klára Engi Attila Tóth | ijsdansen  | 7e        | 14,0 punten (verpl. dans: 7 - org. dans: 7 - vrije dans: 7)      |

### Langlaufen
| Olympiër    | Discipline         | Resultaat | Prestatie            |
| ----------- | ------------------ | --------- | -------------------- |
| Gábor Mayer | 15 km klassiek (m) | 57e       | 47.56,2 (+6.37,3)    |
| Gábor Mayer | 30 km klassiek (m) | 63e       | 1:39.03,5 (+14.37,2) |

Amerikaanse Maagdeneilanden · Andorra · Argentinië · Australië · België · Bolivia · Bondsrepubliek Duitsland · Bulgarije · Canada · Chili · China · Chinees Taipei · Costa Rica · Cyprus · Denemarken · Duitse Democratische Republiek · Fiji · Filipijnen · Finland · Frankrijk · Griekenland · Groot-Brittannië · Guam · Guatemala · Hongarije · IJsland · India · Italië · Jamaica · Japan · Joegoslavië · Libanon · Liechtenstein · Luxemburg · Marokko · Mexico · Monaco · Mongolië · Nederland · Nederlandse Antillen · Nieuw-Zeeland · Noord-Korea · Noorwegen · Oostenrijk · Polen · Portugal · Puerto Rico · Roemenië · San Marino · Sovjet-Unie · Spanje · Tsjecho-Slowakije · Turkije · Verenigde Staten · Zuid-Korea · Zweden · Zwitserland